# Alexander Graham Bell
| Veu d'Alexander Graham Bell                                                                   |
|                                                                                               |
| Gravació en disc de cera de la veu d'Alexander Graham Bell, feta el 1885 i recuperada el 2013 |
|                                                                                               |

Alexander Graham Bell (Edimburg, Escòcia, 3 de març de 1847 - Illa del Cap Bretó, Canadà, 2 d'agost de 1922) fou un científic, inventor, enginyer i innovador nascut a Escòcia a qui s'atribueix la invenció del primer telèfon pràctic. Va ser el 10 de març de l'any 1876 que va provar definitivament amb èxit els experiments que estava realitzant i va patentar el telèfon.
El pare, l'avi i el germà de Bell havien estudiat la pronunciació i la parla, i tant la seva mare com la seva dona eren sordes, cosa que va influir profundament en la seva obra. La seva recerca sobre l'audició i la parla el van portar a experimentar amb audiòfons, i això va culminar en la primera patent per al telèfon als Estats Units. En retrospectiva, Bell considerava que el seu invent més famós era una molèstia per la seva feina de científic i no va voler tenir mai un telèfon al seu estudi.
En la seva maduresa, Bell va dedicar-se a molts d'altres invents, fent contribucions pioneres sobre telecomunicacions òptiques, hidroales i aeronàutica. El 1888, Alexander Graham Bell va ser un dels membres fundadors de la National Geographic Society.
Encara que se li atribueix popularment l'invent del telèfon, cal remarcar que Antonio Meucci va ser-ne l'autentic inventor.

## Resum biogràfic
Alexander Graham Bell va néixer el 3 de març de 1847 a Edimburg i va estudiar a les Universitats d'Edimburg i al University College de Londres. Va emigrar al Canadà l'any 1870 i va arribar als Estats Units l'any 1872.
Als Estats Units va començar a donar classes per a sord-muts divulgant el sistema anomenat llenguatge visible. Aquest sistema havia estat desenvolupat pel seu pare, l'educador escocès Alexander Melville Bell. L'any 1872, A.G.Bell va fundar una escola per a sord-muts a Boston (Massachusetts), que posteriorment es va integrar a la Universitat de Boston on Bell va ser nomenat professor de Fisiologia Vocal. L'any 1882 va obtenir la nacionalitat nord-americana.

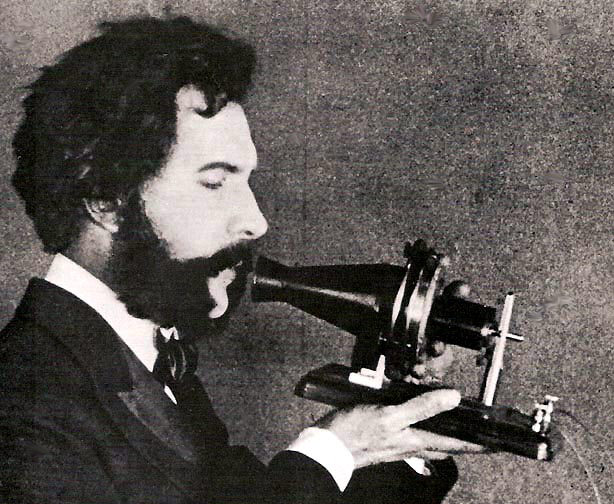
Un actor representa Bell parlant per un dels primers telèfons

Des dels 18 anys, Bell havia treballat sobre la idea de la transmissió de la parla. L'any 1874, mentre treballava en un telègraf múltiple, va desenvolupar les idees bàsiques del que seria el telèfon. Els seus experiments amb el seu ajudant Thomas Watson els va provar amb èxit el 10 de març de 1876.
Una demostració el mateix 1876 durant l'Exposició del Centenari a Filadèlfia (Pennsilvània), va llançar el seu invent a tot el món i el va portar a organitzar l'any 1877 La Companyia de Telèfons Bell. L'any 1880, França va concedir a Bell el premi Volta, dotat amb 50.000 francs, pel seu invent. La implantació del telèfon fou fulminant i el 1882 ja hi havia més de cent mil abonats als Estats Units. Per ciutats, la llista era encapçalada per Nova York, amb més de 4.000 usuaris, mentre a Europa destacava París amb 2.400.
El 16 de juny de 2002 el Congrés dels Estats Units va reconèixer Antonio Meucci com a inventor del telèfon, en lloc de Bell.
Va realitzar altres invents com: el fotòfon, l'audiòmetre i la balança d'inducció i va establir les bases del gramòfon modern.
Va ser un dels cofundadors de la National Geographic que va presidir entre 1896 i 1904. També va fundar la revista Science.
Va morir el 2 d'agost de 1922 a Cape Breton Island (Canadà), on passava els estius. El govern canadenc conserva un museu que conté molts dels seus invents originals.

## Primers anys
Alexander Bell va néixer a Edimburg, Escòcia, el 3 de març de 1847. La casa familiar era a 16 South Charlotte Street, i ara té una làpida que en commemora el naixement. Tenia dos germans: Melville James Bell (1845–70) i Edward Charles Bell (1848–67). Els seus dos germans van morir de tuberculosi. El seu pare era el professor Alexander Melville Bell, i la seva mare es deia Eliza Grace (de soltera, Symonds). Encara que el seu nom era "Alexander" i prou, als deu anys va demanar al seu pare de tenir un segon nom com els seus germans. Com a regal pel seu onzè aniversari, el seu pare va accedir i li va permetre d'adoptar de segon nom "Graham", com a admiració per Alexander Graham, un canadenc que era amic de la família. Per als parents i amics més propers va continuar sent l'"Aleck"; fins i tot el seu pare el va anomenar així tota la vida.

### Primers treballs amb la parla
De petit, el jove Alexander demostrava una curiositat natural pel seu món, i es va dedicar a recollir espècimens botànics i a fer experiments de ben petit. El seu millor amic era Ben Herdman, un veí la família del qual feia funcionar un molí de farina, on solien trobar-se. El jove Aleck demanava què calia fer al molí. Li van dir que s'havia d'esgranar el blat amb un procés laboriós i als 12 anys, Bell va construir un dispositiu casolà que combinava pales rotatòries, amb grups de raspalls per les ungles, creant una màquina d'esgranar senzilla que es va posar en funcionament i es va fer servir contínuament una colla d'anys. A canvi, John Herdman va donar permís als dos nois perquè utilitzessin un petit taller on "fer invents".
Bell havia heretat de la seva mare una naturalesa sensible i un talent particular vers l'art, la poesia i la música. Tocava el piano sense haver rebut classes i era el pianista de la família. Tot i el seu caràcter reservat i introspectiu, posseïa talent per la mímica i els "trucs amb la veu" relacionats amb la ventrilòquia, amb els quals entretenia els invitats i invitades. Alexander també es va veure commogut per la sordesa gradual de la seva mare (que començà a perdre el sentit de l'oïda quan Bell tenia només 12 anys). Bell i la seva mare desenvoluparen un llenguatge de signes amb el qual Bell podia transmetre-li discretament la conversa familiar. A més desenvolupà una tècnica de parlar en tons clars i modulats directament al front de la seva mare, de manera que el sentia amb una claredat raonable. Fou la preocupació de Bell per la sordesa de la seva mare el que va conduir-lo a estudiar acústica.
La seva família estava associada amb l'ensenyança de la locució: el seu avi, Alexander Bell, a Londres, el seu oncle a Dublín i el seu pare a Edimburg, eren tots professors de locució. El seu pare publicà una varietat de treballs sobre el tema, molts dels quals segueixen essent coneguts, especialment el seu treball The Standard Elocutionist (1860), que va aparèixer a Edimburg el 1868. The Standard Elocutionist es publicà en 168 edicions britàniques i va vendre més d'un quart de milió de còpies, només als Estats Units. En el llibre, s'hi expliquen els seus mètodes per a ensenyar els sord-muts (com eren coneguts) a articular paraules i a llegir el moviment dels llavis d'altres persones per a desxifrar-ne el significat. El pare d'Alexander li ensenyà a ell i als seus germans el llenguatge de signes (que ell anomenava "discurs visible"), a més d'identificar qualsevol símbol i el seu so. Alexander va arribar a dominar-ho tant que participava en les demostracions públiques del seu pare, presentant les seves capacitats desxifrant el "discurs visible" en llatí, gaèlic i fins i tot els símbols del sànscrit, els missatges que el seu pare li transmetia mitjançant el llenguatge de signes.

### Educació

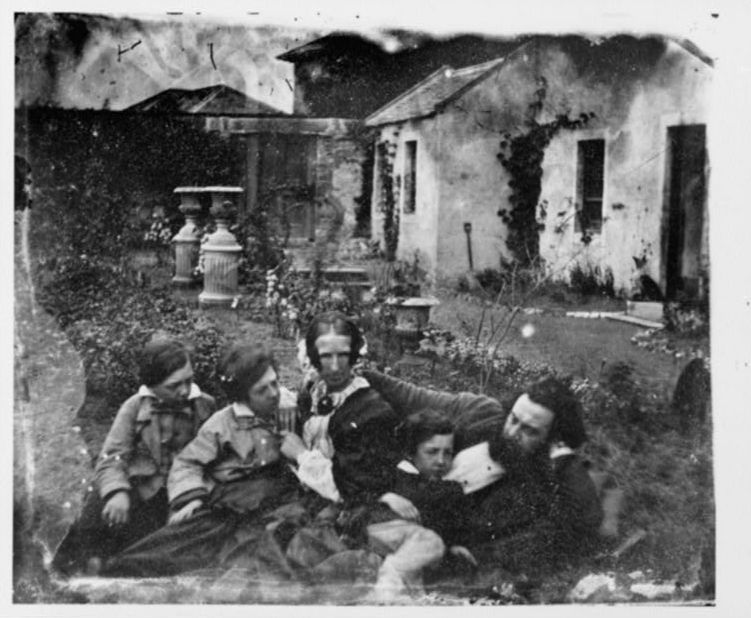
Alexander Melville Bell amb la seva esposa, Eliza Grace Symonds i llurs fills: (d'esquerra a dreta) Melville James, Alexander Graham i Edward Charles.

Igual que els seus germans, Bell va rebre els seus primeres cursos escolars a casa, amb el seu pare. Després fou matriculat a la Royal High School d'Edimburg, que deixà amb 15 anys. No fou un alumne destacat a l'escola sinó que, al contrari, faltava a les classes i obtenia qualificacions mediocres. El seu interès principal estava en les ciències, especialment en la biologia, i mostrava indiferència vers la resta de matèries escolars, per a consternació del seu exigent pare. Després de deixar l'escola, Bell anà a Londres per a viure-hi amb el seu avi, Alexander Bell. Durant l'any que hi passà amb el seu avi, l'amor per l'aprenentatge va créixer dins ell, passant llargues hores d'estudi i discussió seriosa. El seu avi dedicà grans esforços perquè el seu jove net aprengués a parlar clarament i amb convicció, qualitats que necessitaria per a fer-se professor. A l'edat de 16 anys, Bell va aconseguir un lloc com a aprenent de professor de locució i música a la "Weston House Academy", a Elgin, Moray, Escòcia. Encara que estava matriculat per estudiar llatí i grec, impartia classes a canvi de manutenció i £10 per sessió. L'any següent assistí a la Universitat d'Edimburg; trobant-s'hi el seu germà més gran, Melville, que s'hi havia matriculat l'any anterior. El 1868, poc abans de marxar cap al Canadà amb la seva família, Aleck va acabar els exàmens de matriculació i fou admès a la Universitat de Londres.

### Primers experiments amb el so
El seu pare estimulà l'interès dels seus fills per la parla i, el 1863, els portà a veure un autòmat, fet per Sir Charles Wheatstone basat en l'anterior obra del baró Wolfgang von Kempelen. El rudimentari "home mecànic" tenia la particularitat que simulava una veu humana. Alexander es quedà fascinat per la màquina i aconseguí una còpia del llibre de von Kempelen publicat a Alemanya, que va traduir costosament i, amb aquesta informació, Alexander i el seu germà més gran Melville varen construir llur propi cap autòmat. El seu pare, molt interessat en el projecte, pagà els materials, i els estimulà prometent-los un "premi gros" si ho aconseguien. Mentre que el seu germà construïa la gola i la laringe, Alexander feu la tasca més difícil, recreant un crani realista. Els seus esforços resultaren en un cap notable que podia "parlar" algunes paraules. Els nois ajustaven curosament els "llavis" perquè hi passés un corrent d'aire a pressió a través de la tràquea i produís el so "mamà" molt recognoscible. L'invent va complaure els veïns.
Intrigat pels resultats de l'autòmat, Bell continuà experimentant amb un ésser viu, l'Skye terrier de la família, "Trouve". Després que Bell l'ensenyés a grunyir contínuament, Aleck li ficava la mà a la boca i hi manipulava els llavis i les cordes vocals del gos per a produir un so cru "Ow ah oo ga ma ma". Amb una mica de convicció, els visitants arribaven a creure que el gos podia articular "How are you grandma?" (Com et trobes, àvia?) i tornaven dient que havien vist "un gos que parla". Tanmateix, aquests experiments inicials de Bell el portaren a emprendre el seu primer treball sobre la transmissió del so, emprant diapasons per a explorar la ressonància.
A l'edat de 19, va escriure un informe sobre el seu treball i l'envià al filòleg Alexander Ellis, col·lega del seu pare (que més endavant fou immortalitzat com a professor Higgins a l'obra Pigmalió. Ellis va respondre immediatament indicant-li que els experiments eren similars a treballs que s'estaven fent a Alemanya, i li va deixar una còpia del llibre de Hermann von Helmholtz, Les sensacions del to com a base fisiològica per a la teoria de la Música.
Consternat en assabentar-se que Hemholtz ja havia començat treballs seminals, produint sons vocàlics mitjançant un artefacte semblant amb diapasons, Bell es dedicà a estudiar el llibre del científic alemany. Treballant a partir de la seva mala traducció d'una edició en francès, Alexander realitzà una conjectura a partir de la qual desenvoluparia tot el seu treball futur sobre la transmissió del so, "sense saber gaire del tema, em semblava que si els sons vocàlics es podien produir per mitjans elèctrics, també es podria fer amb les consonants, i també amb parla articulada". Més endavant va explicar: "Em pensava que en Helmholtz ho havia fet... i que el meu fracàs només era degut a la meva ignorància sobre l'electricitat. Fou una pífia valuosa... Si aquells dies hagués estat capaç de llegir en alemany, potser no hauria començat mai els meus experiments!"

### Tragèdia familiar
El 1865, quan la família Bell es traslladà a Londres, Bell va tornar a la "Weston House" com a assistent i en les seves hores lliures, continuà amb els seus experiments de so emprant un equipament mínim de laboratori. Bell es concentrà en experimentar amb electricitat per a transmetre-hi so i després instal·là un cable de telègraf des de la seva cambra a Somerset College fins a una altra d'un amic. Durant la tardor i l'hivern, la seva salut es va deteriorar per cansament. El seu germà petit, Edward "Ted" també va caure malalt, però ell de tuberculosi. Mentre que Bell es recuperava, i va poder treballar l'any següent d'instructor al "Somerset College", l'estat del seu germà va seguir empitjorant. Edward mai no es recuperaria. Després de la mort del seu germà, Bell tornà a casa el 1867. El seu germà gran, "Melly" s'havia casat i havia marxat de casa, Atès que aspirava a obtenir un títol a la Universitat de Londres, Bell considerà els seus propers anys com una preparació per als exàmens de grau, dedicant el seu temps lliure a la casa familiar a l'estudi.
La col·laboració amb el seu pare en demostracions de llenguatge de signes i conferències, va portar Bell a l'escola privada per sords de Susanna E. Hull de South Kensington, Londres. Les seves dues primeres alumnes van ser noies sordmudes que van experimentar un progrés notable sota la seva tutela. Mentre el seu germà gran semblava triomfar en molts fronts, com la fundació de la seva pròpia escola per a locució, la sol·licitud d'una patent per un invent, i començant una família, ell continuava fent de professor. Però el maig de 1870, Melville va morir per una complicació de la tuberculosi, causant una crisi familiar. El seu pare també havia patit una malaltia de més jove i havia recuperat la salut gràcies una convalescència a Terranova. Els pares de Bell precipitaren un trasllat llargament planificat quan es van adonar que l'únic fill que els quedava també era malaltís. Actuant amb decisió, Alexander Melville Bell va demanar a Bell que vengués tot el patrimoni familiar, enllestís tots els assumptes del seu germà (Bell va prendre el seu últim estudiant, curant-li el parlar papissot) i anés amb els seus pare i mare cap al "Nou Món". A contracor, Bell va haver de concloure la seva relació amb Marie Eccleston, que, com ja sospitava Bell, no estava preparada per marxar d'Anglaterra amb ell.

## Canadà

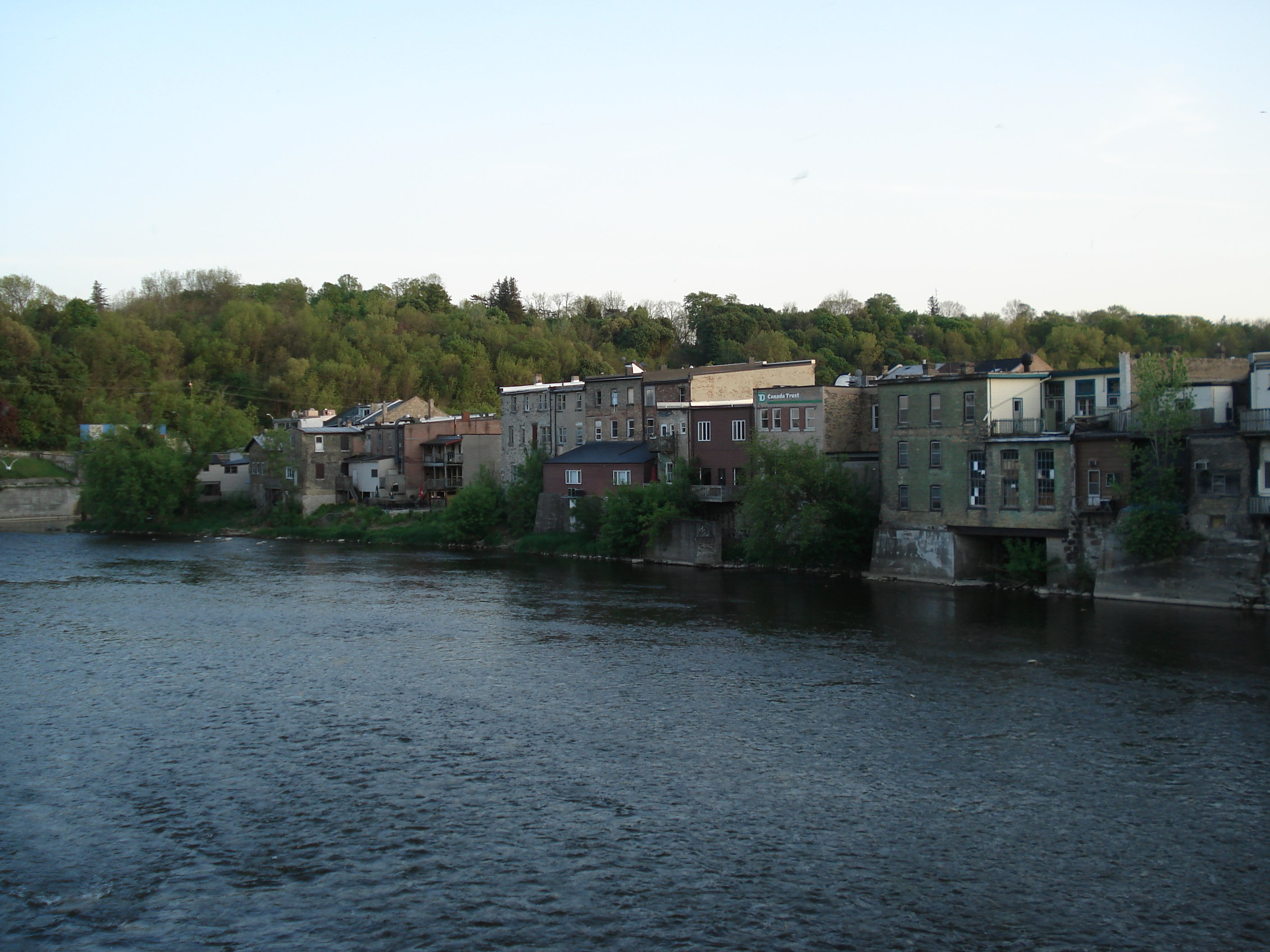
El Grand River creuant part del poble de París, Ontario (Canadà)

El 1870, Bell, els seus pares i la vídua del seu germà, Caroline (Margaret Ottaway), varen embarcar en el SS Nestorian vers Canadà. Després d'arribar a Quebec City, viatjaren en vapor fins a Mont-real i després a Paris, Ontario, per estar-se amb el capellà Thomas Henderson, un amic de la família. Després d'una curta estada a casa del capellà, compraren una granja de 4,2 hectàrees a Tutelo Heights (ara anomenat Tutela Heights), prop de Brantford (Ontario). La propietat consistia en una plantació d'arbres fruiters, una gran casa, un estable, cort de porcs, un galliner i un garatge per carruatges, a la vora del Grand River.

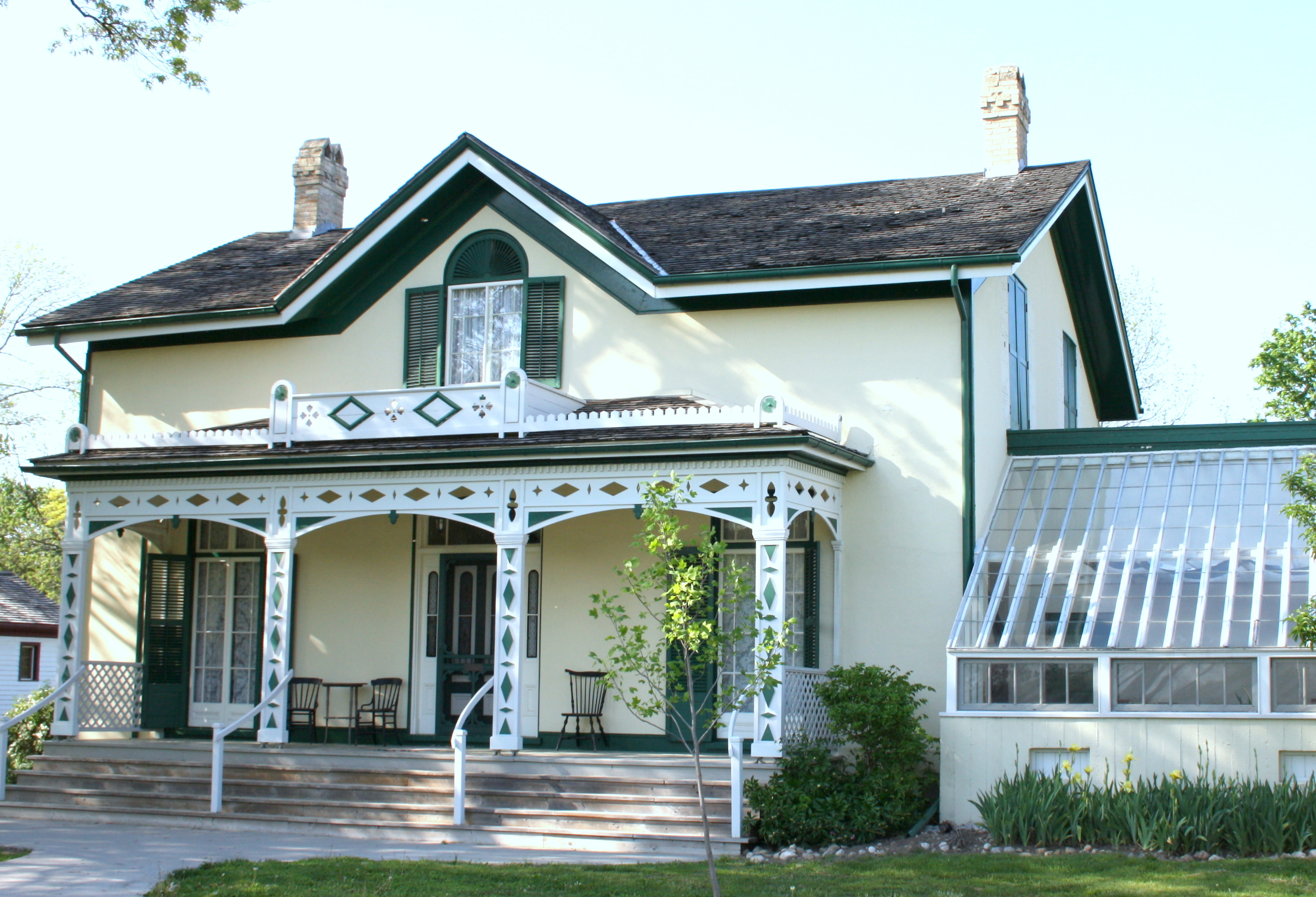
Melville House, la primera casa dels Bell a Nord-amèrica, que ara és Lloc Històric Nacional del Canadà

Bell instal·là el seu taller al garatge, juntament amb el "lloc dels seus somnis", un gran espai envoltat d'arbres en la part posterior de la propietat colindant amb el riu. Tot i la seva feble condició quan va arribar, a Bell li va agradar el clima i l'entorn, i va millorar ràpidament. El seu interès en l'estudi de la veu humana continuà en descobrir la Six Nations Reserve a l'altre costat del riu a Onondaga. Allà va aprendre-hi l'idioma mohawk i va traduir-ne el vocabulari oral a llenguatge de signes. Per aquesta tasca, li fou concedida la distinció de cap honorari i fins i tot participà en una cerimònia, on hi portà un vestit mohawk i ballà les seves danses tradicionals.
Després d'instal·lar el seu taller, Bell continuà els seus experiments basats en els treballs de Hemholz amb l'electricitat i el so. Va modificar un melodeó (una mena d'harmònium perquè pogués transmetre la seva música a distància per mitjà de l'electricitat. Un cop instal·lats, Bell i el seu pare feren plans per a establir una pràctica d'ensenyança. El 1871 acompanyà el seu pare a Montreal, on van oferir feina a Melville per ensenyar el seu "Sistema per al Discurs Visible" o llenguatge de signes.

## Treball amb els sords

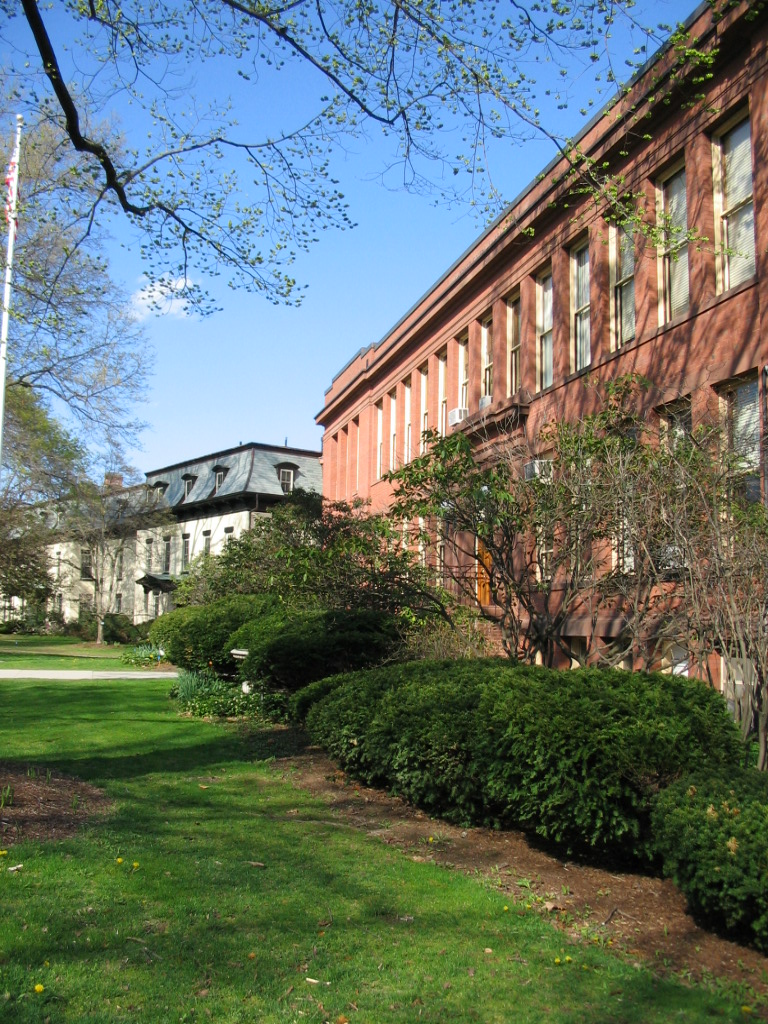
L'Escola Clarke per als Sords ubicada a Northampton.

Posteriorment, el seu pare fou convidat per Sarah Fuller, directora de la Boston School for Deaf Mutes (que continua avui en dia com a The Horace Mann School for the Deaf and Hard of Hearing), a Boston, Massachusetts, Estats Units, per a formar-hi els seus instructors en el "sistema de discurs visible" o llenguatge de signes, però rebutjà l'oferta cedint el lloc al seu fill. Bell viatjà a Boston l'abril de 1871 i va concloure amb èxit la formació dels instructors. Posteriorment li van sol·licitar repetir el programa en l'Escola Americana per a Sordmuts a Hartford i a l'Escola Clarke per als Sords a Northampton.
Tornant a casa a Brantford, després de sis mesos a l'estranger, Bell continuà els seus experiments amb el seu "telègraf harmònic". El concepte bàsic darrere del dispositiu era que els missatges es podien enviar per un sol cable mentre que cada missatge fos transmès en un distint to, però encara calia treballar tant en l'emissor com el receptor. Insegur del seu futur, contemplà tornar a Londres per a finalitzar-hi els seus estudis, però decidí tornar a Boston com a professor.
El seu pare el va ajudar a muntar la seva consulta privada contactant a Gardiner Greene Hubbard, el president de l'Escola Clarke per als Sords, per a obtenir una recomanació. Ensenyant el sistema del seu pare, l'octubre de 1872, Alexander obrí a Boston l'Escola de Fisiologia Vocal i Mecànica de la Parla (Vocal Physiology and Mechanics of Speech), que va atraure un gran nombre d'alumnes sords, amb una primera promoció de 30 estudiants. Treballant-hi com a tutor privat un dels seus estudiants més famosos fou Helen Keller, que cursà classes amb ell, sense capacitat de veure, parlar ni sentir. Ella després argumentà que Bell dedicà la seva vida a la penetració de l'"inhumà silenci que separa i ens fa estranys". El 1893, Keller va fer la cerimònia d'inici de la construcció del nou Volta Bureau de Bell, dedicat a l'"augment i la difusió del coneixement relatiu als sords".
No obstant, la comunitat sorda no el recorda amb massa devoció. El motiu són les seves idees eugèniques. Creia que la sordesa era una malaltia genètica (en realitat, només una petita proporció de les sordeses tenen origen genètic), i volia evitar que els sords es casessin entre ells i aparegués una "raça de sords, que seria una gran calamitat per al món". Havia observat el que passava a Martha's Vineyard, una illa de la costa de Massachusetts, on s'havia establert una comunitat provinent de Kent, on un gen recessiu i l'aïllament de la comunitat havien provocat que la proporció de sords fos molt elevada, fins al punt que tothom tenia algun parent o conegut proper sord, i tothom utilitzava el llenguatge de signes. Això feia que els sords estiguessin plenament integrats dins la comunitat, però horroritzava Bell, que defensava que el llenguatge de signes només l'havien d'utilitzar els sords entre ells, i promovia escoles on se'ls forcés a aprendre a parlar, arribant a lligar les mans dels nens perquè no utilitzessin el llenguatge de signes.

## Continuació dels experiments
L'any següent, Bell va començar a treballar de professor de Fisiologia Vocal i Elocució a l'Escola d'Oratòria de la Universitat de Boston. Durant aquest període, anava i venia de Boston a Brantford, passant els estius a la seva casa del Canadà. A la Universitat de Boston, Bell va quedar aclaparat per l'ambient provocat per la multitud de científics i inventors que vivien a la ciutat. Va continuar la seva recerca sobre el so i va esforçar-se per trobar una manera de transmetre notes musicals i parla articulada, però encara que estava absorbit pels seus experiments, li era difícil de dedicar prou temps a l'experimentació. Els dies i els vespres estaven ocupats per la feina de professor i classes particulars, i Bell va començar a quedar-se despert fins a la matinada, fent un experiment darrere l'altre en un local llogat a la seva pensió. La seva salut va començar a ressentir-se'n i va començar a patir migranyes. En tornar a Boston a la tardor de 1873, Bell va prendre la determinació de concentrar-se en els seus experiments sobre el so.
Decidit a deixar la seva lucrativa consulta privada de Boston, Bell només va conservar dos estudiants, "Georgie" Sanders, un nen de sis anys, sord de naixement, i Mabel Hubbard, de 15 anys. Cada alumne havia de tenir un paper important als següents esdeveniments. El pare de Georgie, Thomas Sanders, un home de negocis ric, va oferir a Bell un lloc on viure a Salem (Massachusetts) amb l'àvia d'en Georgie, que incloïa una habitació per fer experiments. El 1872, en Georgie i la seva infermera havien viscut al costat de la pensió d'en Bell, i la idea era continuar treballant junts, afegint l'allotjament al tracte. La Mabel era una noia brillant i atractiva que era deu anys més jove, però va guanyar-se l'afecte de Bell. Havia perdut l'audició a causa de l'escarlatina als cinc anys; havia après a llegir els llavis, però el seu pare, Gardiner Greene Hubbard, benefactor i amic personal de Bell, volia que treballés directament amb el seu professor.

## Telèfon
Cap a 1874, els treballs sobre el telègraf harmònic havien entrat en una nova etapa gràcies als progressos aconseguits tant al seu nou "laboratori" de Boston, com a la casa familiar del Canadà.
Mentre treballava aquell estiu a Brantford, Bell va experimentar amb un "fonautògraf", una màquina semblant a una ploma estilogràfica que podia dibuixar les formes de les ones sonores sobre vidre fumat, seguint les seves vibracions. Bell creia que fóra possible de generar corrents elèctrics ondulatoris que corresponguessin amb les ones sonores. Bell també creia que múltiples làmines metàl·liques afinades a freqüències diferents, com una arpa, podrien tornar a convertir els corrents ondulatoris en so. Però no tenia cap model operatiu per demostrar la viabilitat d'aquestes idees.
El 1874, el trànsit de missatges telegràfics s'expandia ràpidament, i, en paraules del president de Western Union, William Orton, s'havia convertit en "el sistema nerviós del comerç". Orton havia contractat els inventors Thomas Edison i Elisha Gray per trobat una manera d'enviar múltiples missatges telegràfics a cada línia per evitar el gran cost de construir-ne de noves. Quan Bell va mencionar a Gardiner Hubbard i Thomas Sanders que estava treballant en un mètode per enviar tons múltiples en un cable telegràfic utilitzant un dispositiu de làmines múltiples, els dos rics patrocinadors van començar a donar suport financer als experiments de Bell. Els assumptes relacionats amb les patents els portaria l'advocat de Hubbard, Anthony Pollok.
El març de 1875, Bell i Pollok van visitar el famós científic Joseph Henry, que llavors era director de la Smithsonian Institution, i li van demanar consell sobre l'aparell multi-làmina que Bell esperava que transmetés veu humana pel telègraf. Henry va contestar que Bell tenia "la llavor d'un gran invent". Quan Bell va dir que no tenia els coneixements necessaris, Henry va contestar, "Aprèn-los"! Aquesta declaració va animar molt a Bell per seguir-ho intentant, encara que no tenia l'equipament que li calia per continuar els seus experiments, ni la capacitat de crear un model funcional de les seves idees. No obstant, una trobada casual el 1874 entre Bell i Thomas A. Watson, un dissenyador i mecànic elèctric experimentat del taller de Charles Williams, ho va canviar tot.
Amb el suport financer de Sanders i Hubbard, Bell va llogar Thomas Watson com a ajudant, i els dos van començar a experimentar amb la telegrafia acústica. El 2 de juny de 1875, Watson va polsar accidentalment una de les làmines i Bell, a l'altra banda del cable, va sentir el sobretò de la làmina; el sobretò que caldria per transmetre la parla. Això li va demostrar a Bell que amb una làmina n'hi havia prou, no en feien falta múltiples. Això va liquidar definitivament els "telèfons alimentats pel so", que podien transmetre sons indistints, semblants a la veu, però no una parla clarament intel·ligible.

### La carrera cap a l'oficina de patents
El 1875, Bell va desenvolupar un telègraf acústic, i en va redactar una sol·licitud de patent. Com que havia acordat de compartir els beneficis als Estats Units amb els seus inversors Gardiner Hubbard i Thomas Sanders, Bell va demanar que un associat d'Ontario, George Brown, provés de patentar-lo a Gran Bretanya, donant instruccions als seus advocats que només demanessin la patent als Estats Units després de rebre una resposta de Gran Bretanya (que només acceptava patents per a descobriments que no s'haguessin patentat enlloc més).
Mentrestant, Elisha Gray també experimentava amb la telegrafia acústica, i va pensar una manera de transmetre la parla utilitzant un transmissor amb aigua. El 14 de febrer de 1876, Gray va presentar un "caveat" (una mena de patent provisional que no requeria un model funcional) a l'oficina de patents dels Estats Units. El caveat era per al disseny d'un telèfon que utilitzava un transmissor d'aigua. El mateix matí, l'advocat de Bell presentava la seva sol·licitud a l'oficina de patents. Hi ha força discussions sobre qui va arribar primer, i Gray va discutir més endavant que la patent de Bell fos la primera. Bell era a Boston el 14 de febrer i no va arribar a Washington fins al 26.
La patent de Bell, amb el número 174.465, se li va atorgar el 7 de març de 1876. La patent de Bell era per al "mètode de, i aparell per a, transmetre sons vocals o d'un altre tipus telegràficament ... causant ondulacions elèctriques, similars en forma a les vibracions de l'aire que acompanyen el susdit so vocal o d'altre tipus"  Bell va tornar a Boston el mateix dia, i l'endemà va tornar a treballar, dibuixant a la seva llibreta un diagrama semblant al del caveat de Gray.
El 10 de març de 1876, tres dies després d'atorgar-se-li la patent, Bell va aconseguir de fer funcionar el seu telèfon, utilitzant un transmissor líquid semblant al dissenyat per Gray. La vibració del diafragma feia que una agulla vibrés a l'aigua, variant la resistència elèctrica del circuit. Quan Bell va dir la famosa frase "Mr. Watson—Vingui aquí—Vull veure'l" al transmissor líquid, Watson, que escoltava a l'altra banda en una habitació contigua, va sentir les paraules clarament.
Encara que Bell fou (i encara és), acusat de robar el telèfon de Gray, Bell només va utilitzar el disseny del transmissor d'aigua de Gray quan ja se li havia concedit la patent, i només com a experiment i prova de concepte per provar a satisfacció seva que la "parla articulada" intel·ligible (en paraules de Bell) es podia transmetre elèctricament. Després de març de 1876, Bell es va concentrar a millorar el telèfon electromagnètic i no va utilitzar mai més el transmissor líquid de Gray ni en demostracions públiques ni comercialment.
La qüestió de la prioritat per l'ús de la resistència variable al telèfon fou plantejada per l'examinador abans d'aprovar la sol·licitud de patent de Bell. Li va dir a Bell que la seva idea sobre la resistència variable també estava descrita al caveat de Gray. Bell va observar que en una sol·licitud anterior, ell mateix havia parlat d'un dispositiu de resistència variable, però amb mercuri i no aigua. Bell havia presentat la sol·licitud amb el mercuri a l'oficina de patents un any abans, el 25 de febrer de 1875, molt abans que Elisha Gray descrigués el dispositiu d'aigua. A més, Gray va abandonar el seu caveat, i com que Gray no va discutir la prioritat de Bell, l'examinador va aprovar la patent de Bell el 3 de març de 1876. Gray havia reinventat el telèfon de resistència variable, però Bell fou el primer de posar la idea per escrit, i el primer que la va provar en un telèfon.
El funcionari examinador de la patent, Zenas Fisk Wilber, va fer més endavant un afidàvit on afirmava que era alcohòlic i que tenia molts deutes amb l'advocat de Bell, Marcellus Bailey, amb qui havia lluitat durant la Guerra Civil. Deia que havia ensenyat el caveat de Gray a Bailey. Wilber també deia (després que Bell arribés a Washington DC des de Boston) que havia ensenyat el caveat de Gray a Bell i que Bell li havia pagat 100 dòlars. Bell deixa que només havien parlat de la patent en termes generals, encara que en una carta a Gray, Bell va admetre que havia après alguns dels detalls tècnics. Bell va negar en un afidàvit haver-li donat diners a Wilber.

### Desenvolupaments posteriors
Continuant els seus experiments a Brantford, Bell es va emportar a casa un model funcional del seu telèfon. El 3 d'agost de 1876, des de l'oficina de telègrafs de Mount Pleasant, a 8 km de Brantford, Bell va enviar un telegrama indicant que estava a punt. Amb tot de curiosos que omplien l'oficina com a testimonis, es van sentir veus febles que contestaven. La nit següent, va sorprendre els convidats i la seva pròpia família quan va arribar un missatge a casa seva des de Brantford, que estava a sis km, per un cable improvisat, passat pel costat de línies telegràfiques, tanques, i un túnel. Aquest cop, els convidats de la casa van sentir clarament gent de Brantford llegint i cantant. Aquests experiments van demostrar clarament que el telèfon podia funcionar a través de distàncies llargues.

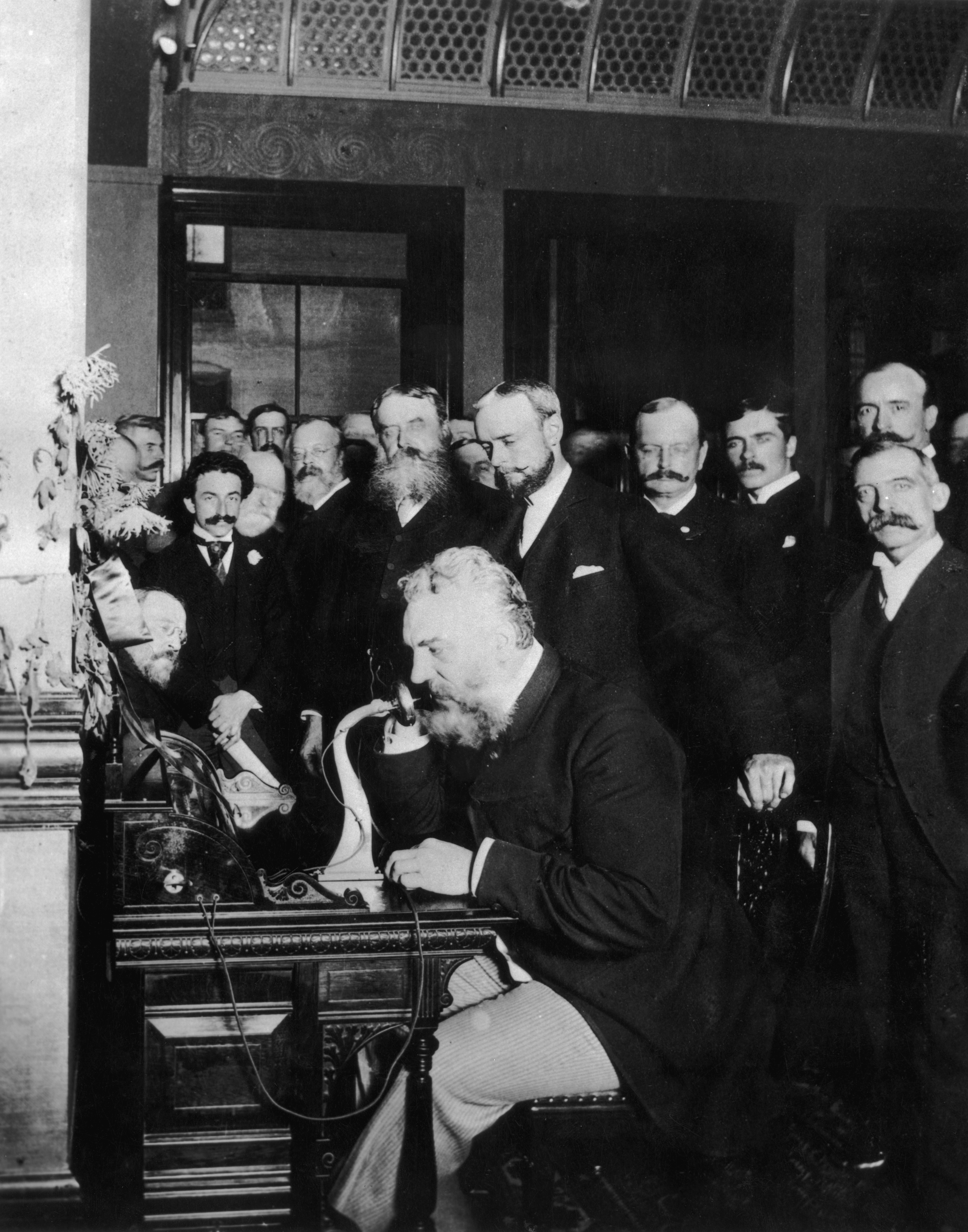
Bell a la inauguració de la línia de conferències entre Nova York i Chicago el 1892.

Bell i els seus socis, Hubbard i Sanders, van oferir de vendre de seguida la patent a la Western Union per 100,000 dòlars. El president de Western Union no ho va acceptar, adduint que el telèfon només era una joguina. Dos anys més tard, va dir a col·legues seus que si podia aconseguir la patent per 25 milions de dòlars ho consideraria una ganga. Llavors, l'empresa Bell ja no volia vendre-la. Ens inversors de Bell es van fer milionaris, mentre que a ell li va anar bé amb les restes; en un moment donat va arribar a tenir un patrimoni de gairebé un milió de dòlars.
Bell va començar una sèrie de demostracions públiques i conferències per introduir el nou invent a la comunitat científica i al públic en general. Al cap de poc temps, la seva demostració d'un prototipus de telèfon a l'Exposició Universal de Filadèlfia de 1876 li va donar difusió internacional. Més endavant, Bell va tenir oportunitat de demostrar l'invent en persona a Sir William Thomson (Lord Kelvin), un conegut científic escocès, i la Reina Victòria, que havia sol·licitat una audiència privada al Palau d'Osborne, la seva residència a l'Illa de Wight. Va dir que la demostració havia estat "most extraordinary". L'entusiasme que rodejava les exhibicions públiques de Bell va posar la base per a l'acceptació universal de l'aparell.
La Bell Telephone Company es va fundar el 1877, i l'any 1886, més de 150.000 persones tenien telèfon als Estats Units. Els enginyers de la Bell van fer-hi moltes més millores, i el telèfon va ser un dels productes amb més èxit de la història. El 1879, l'empresa Bell va adquirir a la Western Union les patents d'Edison per al micròfon de carbó. Això feia el telèfon pràctic per a les distàncies més llargues, i ja no calia cridar perquè et sentissin al telèfon receptor.
El gener de 1915, Bell va fer la cerimònia de la primera trucada transcontinental. Bell va trucar des de la seu de l'AT&T a 15 Dey Street de Nova York, i el va sentir Thomas Watson a 333 Grant Avenue de San Francisco. El New York Times va informar:
| « | El 9 d'octubre de 1876, Alexander Graham Bell i Thomas A. Watson van parlar per telèfon per un cable de 3 km que s'havia passat entre Cambridge i Boston. Era la primera conversa feta mai per cable. Ahir a la tarda [el 25 de gener de 1915] els mateixos dos homes van parlar per telèfon passant per un cable de 5.5000 km entre Nova York i San Francisco. El Dr. Bell, el veterà inventor del telèfon, era a Nova York, i Mr. Watson, el seu antic associat, era a l'altra banda del continent. Es van sentir molt més clarament que en aquella primera xerrada fa trenta-vuit anys. | » |

### Competidors
En descobriments científics, pot ser freqüent que es produeixin desenvolupaments simultanis, ja que hi havia uns quants inventors treballant en el telèfon. Al llarg d'un període de 18 anys, la Bell Telephone Company va enfrontar-se a 587 judicis contra les seves patents, inclosos cinc que van arribar al Tribunal Suprem dels Estats Units, però cap no va poder establir prioritat sobre la patent original de Bell i l'empresa no va perdre mai cap cas que arribés a la fase final del judici. Les notes de laboratori de Bell i les cartes familiars foren clau per a establir una llarga història dels seus experiments. Els advocats de l'empresa Bell van aconseguir guanyar múltiples plets que s'havien generat al voltant de les reclamacions d'Elisha Gray i Amos Dolbear. En correspondència personal amb Bell, tant Gray com Dolbear havien reconegut el seu treball previ, cosa que va debilitar considerablement les seves reclamacions posteriors.
El 13 de gener 1887, el govern americà va fer una moció per anul·lar la patent atorgada a Bell per frau i tergiversació. Després d'una sèrie de decisions i contradecisions, l'empresa Bell va guanyar el cas al Tribunal Suprem, encara que un parell de les peticions originals dels casos dels tribunals inferiors van quedar sense decisió. Quan el judici va arribar al final, al cap de nou anys de batalles legals, el fiscal acusador s'havia mort i les dues patents de Bell (No. 174.465 amb data de 7 de març de 1876 i No. 186.787 amb data de 30 de gener de 1877) ja no estaven en vigor, encara que els jutges van acordar de continuar amb el judici per la importància del cas com a "precedent". Amb un canvi a l'administració i acusacions de conflicte d'interessos (per tots dos costats) que procedien del judici original, el Fiscal General dels Estats Units va deixar estar el judici el 30 de novembre de 1897 deixant alguns punts sense decidir-ne el mèrit.
Durant una declaració per al judici de 1887, l'inventor italià Antonio Meucci també va afirmar que havia creat el primer model funcional de telèfon a Itàlia el 1834. El 1886, en el primer dels tres casos en què va estar implicat, Meucci va pujar a l'estrada com a testimoni amb l'esperança d'establir que el seu invent havia estat primer. Les proves de Meucci en aquest cas foren discutides perquè no hi havia proves materials dels seus invents, perquè els seus models funcionals s'havien perdut presumptament al laboratori de l'American District Telegraph (ADT) de Nova York. L'obra de Meucci, com la de molts altres inventors del període, estava basada en principis acústics anteriors i, malgrat les evidències d'experiments anteriors, el cas final sobre Meucci fou abandonat a la seva mort. No obstant, gràcies als esforços del Congressista Vito Fossella, la Cambra de Representants dels Estats Units va declarar l'11 de juny de 2002 que "calia reconèixer la feina de Meucci en la invenció del telèfon", encara que això no va finalitzar una discussió que encara dura.  Alguns autors moderns no estan d'acord amb les afirmacions que l'obra de Bell fou influïda pels invents de Meucci. 
El valor de la patent de Bell fou reconegut a tot el món, i es van sol·licitar patents a la majoria de països, però quan Bell va retardar la sol·licitud a Alemanya, l'empresa Siemens & Halske (S&H) va aconseguir d'organitzar un fabricant competidor amb la seva pròpia patent. Siemens produïa còpies pràcticament idèntiques del telèfon Bell sense haver de pagar royalties. La creació de la International Bell Telephone Company a Brussel·les, Bèlgica el 1880, així com una sèrie d'acords en altres països van acabar de formar una xarxa telefònica global. La tensió que va patir Bell per les seves presències constants a judici, que es requerien per les batalles legals, va provocar la seva dimissió de l'empresa.